# Playa de Magaluf
La playa de Magaluf es una playa de la localidad turística de Magaluf, en el municipio de Calviá, (Mallorca, Islas Baleares, España).

## Descripción
Está a siete kilómetros de Calviá, entre Cala Viñas y Punta de la Torre Nueva o la Porraza. Los alojamientos de vacaciones, locales nocturnos y otros servicios destinados al turismo de masas forman el paisaje urbano de la playa de Magaluf, convirtiéndola en uno de los principales núcleos turísticos de Calviá. También recibe una afluencia masiva de bañistas locales. Magaluf es una kilométrica playa; las dimensiones actuales son producto de una regeneración artificial. Posee una fina arena blanca. 
La zona norte de esta cala, abierta a los vientos del sudeste, permite el anclaje de embarcaciones sobre fondos de arena y alga, a una profundidad que oscila entre dos y cinco metros. El islote de la Porraza protege un poco si sopla viento del este, aunque hay un banco de rocas por el noroeste, desde Palmanova hacia Magaluf. A 1,6 millas náuticas se encuentra el Club Náutico Palmanova.

## Accesos
El acceso por carretera a la playa de Magaluf es sencillo siguiendo la señalización viaria. Es fácil aparcar gracias al aparcamiento gratuito de los alrededores. También se puede optar por el transporte público.

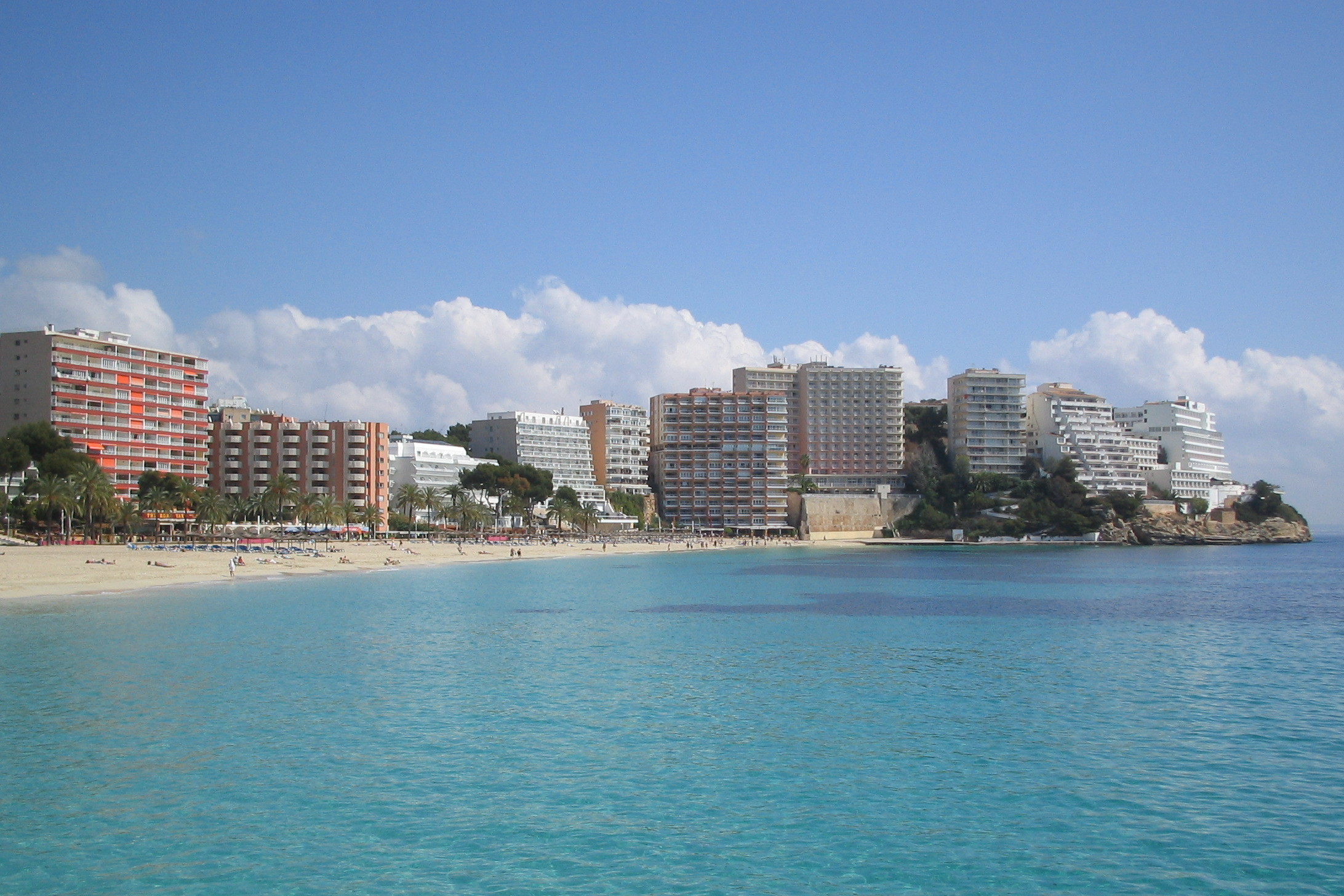
Playa de Magaluf.